# Antonina do Norte
Antonina do Norte est une municipalité brésilienne de l'État du Ceará.